# NGC 7215
NGC 7215 је лентикуларна галаксија у сазвежђу Водолија која се налази на NGC листи објеката дубоког неба.
Деклинација објекта је + 0° 30' 44" а ректасцензија 22h 8m 34,5s. Привидна величина (магнитуда) објекта NGC 7215 износи 14,0 а фотографска магнитуда 15,0. NGC 7215 је још познат и под ознакама CGCG 377-31, PGC 68127.